# Александрос Коризис
Александрос Коризис (на гръцки: Αλέξανδρος Κορυζής) е гръцки политик, министър-председател на Гърция за 80 дни в началото на 1941 г. и след смъртта на диктатора Йоанис Метаксас – до безусловната капитулация на страната пред силите на Оста. Завършва живота си със самоубийство, виждайки безизходицата на Гърция и нежеланието на жителите и военните ѝ да се противопоставят на Вермахта и установяващия се нов ред на Балканите, в Европа и света.

## Биографични данни
Александрос Коризис има завидна биография и произход. И по бащина и по майчина линия произхожда от семейства на потомствени политици. Майка му е племенница на Александрос Кумундурос, 9 пъти премиер на Гърция. Александрос Коризис завършва юридическия факултет на Атинския университет, след което започва работа в Националната банка на Гърция. Участва в Балканските войни и Първата световна война като офицер от артилерията. След края на войната е гръцки губернатор на Смирна.
От 12 май 1928 г. е заместник-гуверньор на Националната банка на Гърция. 
Министър на здравеопазването по време на диктатурата на Метаксас. От 9 август 1939 г., т.е. непосредствено преди избухването на Втората световна война, е начело на Националната банка на Гърция.
След смъртта на Йоанис Метаксас с указ на краля е назначен за министър-председател в бушуващата Итало-гръцка война по това време. Гръцката армия е в Албания по това време. Като премиер съчетава и ресорите външни работи, образование и война. Отличава се като верен роялист и продължител на политическата линия на диктатора Метаксас.
На 6 април 1941 г. Германия обявява война на Югославия и Гърция с цел да наложи контрол над Балканите и да помогне на съюзника си Италия и британските войски на нейна територия по това време. Коризис на британския призив да продължи съпротивата срещу силите на Оста поставя три условия:
1. Премахване на международния финансово-икономически контрол над страната, съществуващ още от времето на първата гръцко-турска война (1897);
2. Решаване на т.нар. кипърски въпрос в полза на Гърция;
3. Присъединяване на Додеканезите към Гърция.[3]

Англия в лицето на Антъни Идън приема само третото. В Гърция по това време е разположен съюзнически британски военен корпус (състоящ се от 40 000 австралийци и новозенландци), дислоциран на укрепената полоса между река Бистрица и Олимп, с цел да брани Тесалия. На германския призив да изгони от суверенна Гърция британския военен корпус, Коризис отговаря отрицателно по примера на своя премиер Метаксас от онзи ден Охи, в който той е член на гръцкото правителство като министър на здравеопазването. 
Вермахтът започва настъпление на гръцка територия през Вардарска Македония и от общо 22 гръцки дивизии, 20 са заплашени от обкръжение. Четири от тях са на българската граница зад отбранителната линия „Метаксас“.
На 18 април 1941 г. в Атина е обявено военно положение на съвместно заседание на правителството с висшия генералитет и главния щаб на гръцката армия. Заседанието е председателствано от Коризис. Междувременно той разбира, че гръцкият държавен глава крал Георгиос II се евакуира със семейството на британски военнотранспортен самолет за Крит. Гръцкият генералитет е на мнение, че съпротивата е безсмислена и е въпрос на дни, ако не и на часове, бронетанковият авангард на Третия Райх да се появи пред Акропола. Кралят напуска страната. Управлението се разпада.
На вечерта на 18 април 1941 г. Коризис се прострелва с два изстрела в сърдечната област. Вторият се оказва фатален.